# Mario David (futbolista)
Mario David (Údine, Italia, 13 de marzo de 1934-Monfalcone, 26 de julio de 2005) fue un futbolista italiano. Jugó en el puesto de defensor en varios equipos de su país así como en su seleccionado nacional y, más adelante, fue director técnico de algunos de ellos.

## Trayectoria
Jugó de 1950 a 1953 en el Livorno, de 1953 a 1958 en el L.R. Vicenza, de 1958 a 1960 en el Roma, de 1960 a 1965 en el Milan, de 1965 a 1966 en el Sampdoria, de 1967 a 1967 en Alessandria. Ganó la Liga de Campeones de la UEFA 1962-63 con el Milan en el Estadio de Wembley en la final en 1963. En la Selección de fútbol de Italia jugó de 1958 a 1962. Es recordado asimismo por haber sido expulsado en la conocida «Batalla de Santiago» en la Copa Mundial de Fútbol de 1962. Al retirarse como futbolista había jugado 11 temporadas en la Serie A (Italia), con 259 partidos y 20 goles convertidos.
Posteriormente fue director técnico del Anconitana de 1970 a 1971, del Alessandria de 1971 a 1972, del Casertana de 1972 a 1973, del Monza de 1973 a 1975 y del Trento de 1976 a 1979.
Murió a los 71 años en la ciudad de Monfalcone.

## Conquistas
- Serie A (Italia) campeón: 1961/62.
- Liga de Campeones de la UEFA ganador: 1962/63.